# Astronesthes kreffti
Astronesthes kreffti is een  straalvinnige vissensoort uit de familie van Stomiidae. De wetenschappelijke naam van de soort is voor het eerst geldig gepubliceerd in 1988 door Gibbs & McKinney.